# V.League 1 (1990)
V.League 1 (1990) – 9. edycja najwyższej piłkarskiej klasy rozgrywkowej w Wietnamie. W rozgrywkach wzięło udział 18 drużyn, grając systemem mieszanym. Tytułu nie obroniła drużyna Đồng Tháp FC. Nowym mistrzem Wietnamu został zespół Câu Lạc Bộ Quân Đội. Tytuł króla strzelców zdobył Nguyễn Hồng Sơn, który w barwach klubu Câu Lạc Bộ Quân Đội strzelił 10 bramek.

## Punktacja
- Zwycięstwo – 2 pkt
- Remis – 1 pkt
- Porażka – 0 pkt

## Przebieg rozgrywek

### Runda 1.
W tej fazie rozgrywek brało udział 18 zespołów, podzielonych na trzy grupy po 6 drużyn. Po 2 najlepsze drużyny z każdej grupy zakwalifikowały się do drugiej rundy oraz 2 drużyny z trzecich miejsc z najlepszym rankingiem.

### Runda 2.
W tej fazie rozgrywek brało udział 8 zespołów, podzielonych na dwie grupy po 4 drużyny. 2 najlepsze drużyny z każdej grupy zakwalifikowały się do półfinałów.

### Półfinały
- Câu Lạc Bộ Quân Đội – An Giang FC 1 – 1 (po dogr.), karne: 4 – 3
- Quảng Nam Đà Nẵng – Hải Quan Wynik nieznany[2]

### Finał
- Câu Lạc Bộ Quân Đội – Quảng Nam Đà Nẵng 4 – 0

Zespół Câu Lạc Bộ Quân Đội został mistrzem Wietnamu w tym sezonie.